# Айдабол
Айдабо́л (каз. Айдабол) — селище у складі Зерендинського району Акмолинської області Казахстану. Адміністративний центр та єдиний населений пункт Айдабольської сільської адміністрації.
Населення — 1041 особа (2021; 1222 у 2009, 1491 у 1999, 1546 у 1989).
Станом на 1989 рік село називалось Айдабул та мало статус селища міського типу. Раніше тут працював спиртовий завод, збудований ще 1908 року, та радгосп.